# Salwa Abu Libdeh
Salwa Abu Libdeh, en árabe: سلوى أبو لبدة‎, (Jerusalén, 1966) es una periodista de televisión y documentalista palestina. Fue incluida en la lista 100 Women de la BBC en 2013.

## Trayectoria
Salwa Abu Libdeh nació en Jerusalén en 1966. Su familia es originaria de Jaffa, pero se mudaron a Jerusalén en 1948. Estudió literatura árabe en la Universidad Árabe de Beirut a distancia.
Mientras estaba en la universidad, Abu Libdeh trabajó en un periódico llamado Al Fajr.  Su empresa colaboró con la Deutsche Welle, de la que recibió formación en periodismo televisivo. Posteriormente, presentó espectáculos locales y programas de radio para la Corporación de Radiodifusión Palestina (PBC), de la que es directora.
También ha trabajado con Qatar TV y Bahrain TV.  Ha creado múltiples documentales sobre la vida cotidiana de palestinos e israelíes. Colaboró con la UNESCO para producir el documental On The Road to Dialogue en 2004. También trabajó con BBC Media Action, que colaboró con la PBC para crear el programa Voices from Palestina en 2012.
Abu Libdeh se casó en 1987, tiene seis hijos y es musulmana.

## Reconocimientos
Fue nombrada entre las 100 mujeres de la BBC en 2013, que es una lista sobre mujeres inspiradoras e influyentes compilada por la BBC.